# Матия Дестро
Матия Дестро (на италиански – Mattia Destro) е италиански футболист, национал, състезател на Болоня с номер 10. Преди това е играч на Дженоа (2010 – 2011), Сиена (2011 – 2012), АС Рома (2012 – 2015) и (като отдаден под наем) на Милан (2015).